# Клюзо
Клюзо (на немски: Clueso) е артистичното име на немския музикант и продуцент Томас Хюбнер (на немски: Thomas Hübner)

## Биография
Псевдонимът Клюзо произлиза от името на героя от сериала Пинко Розовата пантера инспектор Клюзо. Клюзо се занимава с музика още от 1996 година, когато участва в групата ЕФП 96/EFP 96 (Ерфурт Проект 1996/Erfurt Projekt 1996). Групата се преименува на по-късен етап на Wostok MCs, която включва освен Клюзо, DJ Malik и Steer M.

## Дискография

### Сингли
- 2000: The Disk (с участието на Metaphysics)
- 2000: Spiel da nich mit
- 2001: Sag mir wo
- 2003: Extended Player (EP)
- 2004: Wart' mal
- 2005: Kein Bock zu geh'n
- 2005: Pizzaschachteln
- 2005: Komm schlaf bei mir
- 2006: Chicago
- 2006: Out of Space
- 2006: Chicago (Live)
- 2007: Lala
- 2008: Keinen Zentimeter
- 2008: Mitnehm'
- 2008: Niemand an dich denkt
- 2009: Gewinner
- 2009: Wir wolln Sommer
- 2011: Zu schnell vorbei
- 2011: Du bleibst
- 2011: Beinah
- 2011: Cello (mit Udo Lindenberg)

### Албуми
- 2001: Text und Ton
- 2004: Gute Musik
- 2006: Weit weg
- 2008: So sehr dabei
- 2011: An und für sich

### DVDs
- 2007 Clueso Live
- 2008 So sehr dabei (Bonus-DVD zum Album)
- 2009 So sehr dabei – Live (Bonus – DVD)